# Sam Johnson (politico)
Samuel Robert Johnson, detto Sam (San Antonio, 11 ottobre 1930 – Plano, 27 maggio 2020) è stato un politico e militare statunitense, membro della Camera dei Rappresentanti per lo stato del Texas dal 1991 al 2019.

## Biografia
Nato a San Antonio, dopo gli studi Johnson si arruolò nell'Air Force, specializzandosi come pilota di F-86 Sabre. Johnson combatté in Corea e in Vietnam, dove nel 1966 venne catturato come prigioniero di guerra e tenuto segregato per circa sette anni. Una volta rientrato in patria, Johnson venne insignito di numerose onorificenze, fra cui due Silver Star, due Legion of Merit, la Distinguished Flying Cross, la Bronze Star Medal e due Purple Heart. Complessivamente, Johnson prestò servizio per ventinove anni nell'Air Force, congedandosi nel 1979 col grado di colonnello.
Dopo la fine della sua carriera militare, Johnson entrò in politica con il Partito Repubblicano e nel 1984 venne eletto all'interno della legislatura statale del Texas. Nel 1991 si candidò alla Camera dei Rappresentanti in un'elezione speciale per assegnare il seggio di Steve Bartlett, eletto sindaco di Dallas, e riuscì a vincere. Da allora Johnson venne riconfermato deputato per altri dodici mandati, finché nel 2019 annunciò il proprio pensionamento e fu succeduto da Van Taylor.
Ideologicamente, Sam Johnson era ritenuto un repubblicano molto conservatore. Dal matrimonio con Shirley L. Melton ebbe tre figli.